# 大衛·佛利民 (外交官)
大衛·佛利民（英語：David Melech Friedman，1958年8月8日—），是一名美國破產律師、現任美國駐以色列大使。他在1994年加入了Kasowitz Benson Torres律師行（當年名為Kasowitz, Hoff, Benson & Torres），在當時他代表特朗普集團的主席唐納·川普。其後，他加入了特朗普競選團隊並且擔任顧問。在2016年12月，當選後的權力移交團隊宣佈佛利民將會被提名為大使，這項提名獲得了保守派以色列人以及在美猶太人的支持，也遭到了自由派團體特別是J Street的反對。他最終在翌年3月15日確定就任。

## 早年生活和教育
大衛是莫里斯·S·弗里德曼（Morris S. Friedman，卒於2005年）四名子女的其中一名。他成長於納蘇縣。
他於1978年從哥倫比亞大學取得人類學文學士，並且在1981年從紐約大學法學院取得法學博士。他從1982年開始是紐約州律師協會成員。